# Julemandens breve
Julemandens breve (The Father Christmas Letters) er en samling af breve skrevet og illustreret af J.R.R. Tolkien mellem 1920 og 1942 til sine børn fra Julemanden. Brevene fortæller om eventyr oplevet af Julemanden og hans hjælpere, blandt andre en isbjørn, Nordpolsbjørn, og dens to unger, Paksu and Valkotukka.

## Udgivelse
Houghton Mifflins udgave er fra 1976. Redigereret af Baillie Tolkien, Christopher Tolkiens anden hustru. Næsten alle breve er illustreret af Tolkien, men flere breve og tegninger er udeladt. Da bogen blev genudgivet i 2004, fik den navnet Letters from Father Christmas, og flere breve og tegninger ikke indeholdt i den oprindelige udgave, blev tilføjet.

### Udgaver

#### Engelsk
- J.R.R. Tolkien (1976). Father Christmas Letters. Houghton Mifflin. ISBN 0-395-24981-3.
- J.R.R. Tolkien (2004). Letters from Father Christmas. HarperCollins. ISBN 0-261-10386-5.

#### Dansk
- J.R.R. Tolkien (1995). Julemandens breve. Gyldendal. ISBN 87-00-22738-2.

| Bog | Spire Denne artikel om bøger og tidsskrifter er en spire som bør udbygges. Du er velkommen til at hjælpe Wikipedia ved at udvide den. |